# NGC 1562
NGC 1562 је лентикуларна галаксија у сазвежђу Еридан која се налази на NGC листи објеката дубоког неба.
Деклинација објекта је - 15° 45' 19" а ректасцензија 4h 21m 47,6s. Привидна величина (магнитуда) објекта NGC 1562 износи 14,3 а фотографска магнитуда 15,3. NGC 1562 је још познат и под ознакама NPM1G -15.0224, PGC 14956.